# Марек Холоневський
Марек Холоневський (пол. Marek Chołoniewski; нар. 23 жовтня 1953, Краків) — польський композитор і виконавець електронної та комп'ютерної музики.

## Біографія
Закінчив Музичну Академію в Кракові по класу гри на органі (в класі Лешека Вернера), теорії музики та композиції (в класі Богуслава Шеффера) та електронної музики (під керівництвом Юзефа Патковського).
З 1976 року працює в Студії електроакустичної музики Музичної Академії в Кракові, а з 2000 року є ї керівником. У 1977 році він заснував і в даний час керує Асоціацією Музичний Центр, що займається переважно організацією концертів. Керівник Лабораторії «Audiosfery» в Академії мистецтв ім. Я. Матейка в Кракові.
З 1979 року є членом Краківської Групи.
У 1986 році разом із Кшиштофом Кніттлем і Петром Біконтем  заснував групу «Товарний поїзд». Є засновником Студії MCH і співзасновником музичних колективів: Студії Ch&K (спільно з Кшиштофом Кніттлем), групи CH&K&K (спільно з Кшиштофом Кніттлем і В. Кіньорським), mc2 duo (спільно з Марселем Хиржинським), Квартету Infinitive (спільно з Кейрем Норінґерем, Райаном Завелєм і Рафаелем Мазуром), Natural Plastic (спільно з Емі Knoles), Dizzy Kinetics (з Zenial), Grupe 2 (з Мілошем Лучинським), Kinetic Тріо (з Володимиром Кіньорським і Рафаелем Мазуром)
З 1984 року гастролює, проводить курси та лекції з комп'ютерної музики в багатьох країнах Європи, Азії, північної та південної Америки. У 1988—1992 роки організовував серію концертів «Audio Art».
З 1993 року він є ініціатором і художнім керівником Міжнародного фестивалю Аудіо-Арт, Міжнародних семінарів сучасної музики Краків/Штутгарт (спільно з Матіасом Германом).
В період 1993–1999 був художнім керівником Internationale Akademie für Neue Komposition und Audio Art в Швац (Австрія).

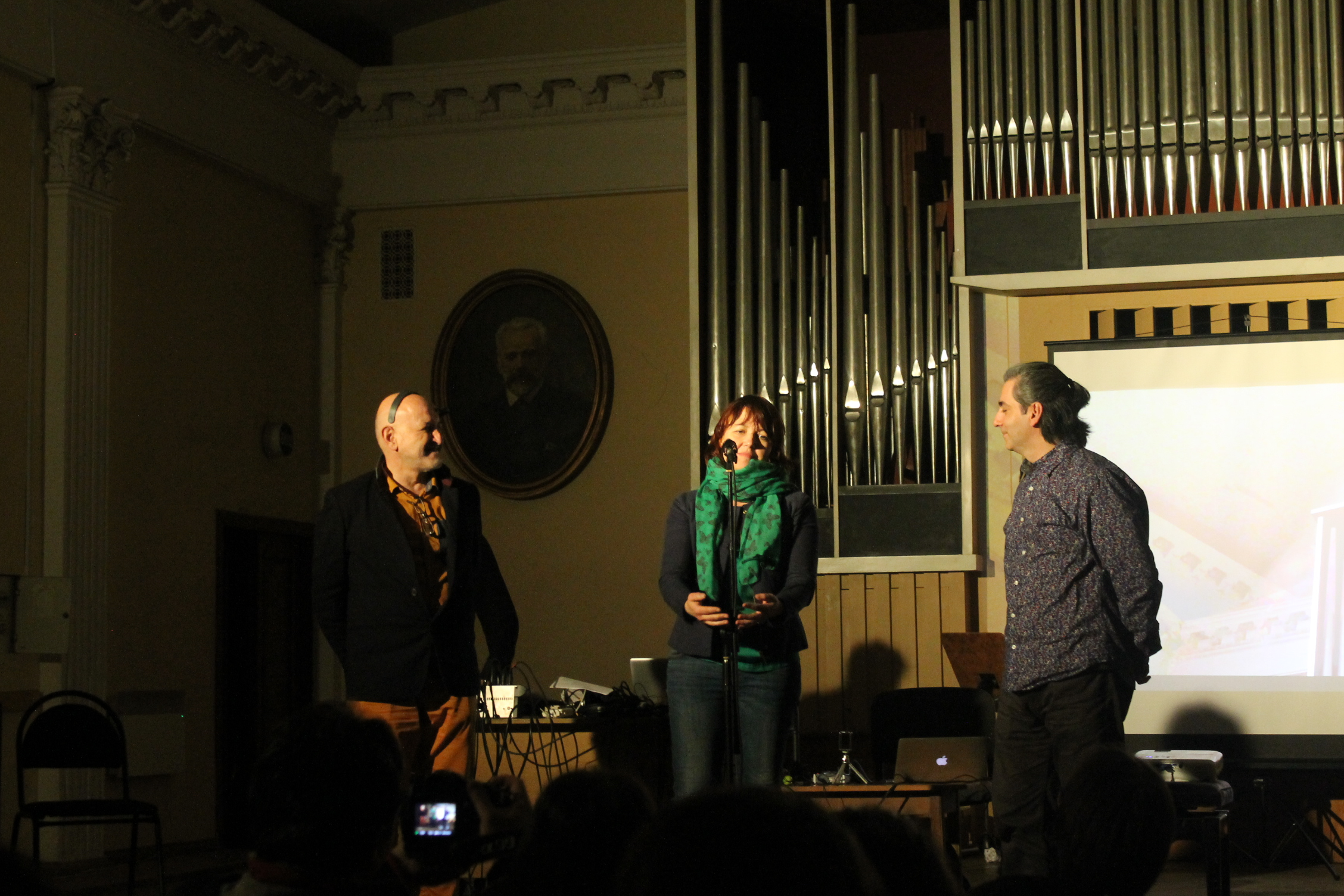
Марек Холоневський, Алла Загайкевич і Панайотіс Кокорас. Київ, 8 квітня 2017

У 2003 році був ініціатором Фестивалю Audio Art в Сеулі (спільно з Джіждун Рю), а також одним із творців і координатором проектів, що реалізуються в рамках програм, підтримуваних на кошти Європейської Комісії: Bridges (спільно з Кшиштофом Квятковським), Ансамбль Spiel (зі Стівеном Мейєром / für Musik Heute, Ганновер), European Course for Musical Composition and Technologies (IRCAM, Париж), Integra (Консерваторія міста Бірмінгем), Modern European Orchestra (з Кшиштофом Квятковським).
У 2005 році — засновник і президент Польського товариства електроакустичної музики (члена CIME у Bourges). З 2008 р. — секретар, а з 2011 року — президент Міжнародної конфедерації електроакустичної Музики CIME / ICEM.
Є творцем інструментальних, електроакустичних та аудіовізуальних композицій, музики для театру, кіно, радіо і ТБ, а також є автором і координатором проектів просторових та інтернету: GlobalMix, Корабель Художників і GPS-Art. У 2006 році ініціював та здійснив (спільно з Лукашем Шаланкевичем і Діксоном Ді) циклічний проект польсько-китайського обміну «Мистецтво звукова в Китаї/Польщі».

## Зовнішні посилання
- Інформація на порталі "Польська наука"

1. 1 2  Nauka Polska